# Xylechinus
Xylechinus är ett släkte av skalbaggar som beskrevs av Félicien Chapuis 1869. Xylechinus ingår i familjen vivlar.

## Dottertaxa tillXylechinus, i alfabetisk ordning[1][2]
- Xylechinus acaciae
- Xylechinus africanus
- Xylechinus americanus
- Xylechinus arisanus
- Xylechinus australis
- Xylechinus avarus
- Xylechinus bergeri
- Xylechinus calvus
- Xylechinus capensis
- Xylechinus chiliensis
- Xylechinus darjeelingensis
- Xylechinus formosanus
- Xylechinus freiburgi
- Xylechinus fuliginosus
- Xylechinus gummensis
- Xylechinus imperialis
- Xylechinus irrasus
- Xylechinus leai
- Xylechinus maculatus
- Xylechinus marmoratus
- Xylechinus mexicanus
- Xylechinus minor
- Xylechinus montanus
- Xylechinus nigrosetosus
- Xylechinus obscurus
- Xylechinus ougeniae
- Xylechinus padus
- Xylechinus papuanus
- Xylechinus pilosus
- Xylechinus planicolle
- Xylechinus porteri
- Xylechinus roeri
- Xylechinus scabiosus
- Xylechinus spathifer
- Xylechinus squamiger
- Xylechinus squamosus
- Xylechinus sulcatus
- Xylechinus taunayi
- Xylechinus tessellatus
- Xylechinus uniformis
- Xylechinus valdivianus
- Xylechinus variegatus
- Xylechinus vittatus